# بویلینگ اسپرینگ لیک (کارولینای شمالی)
بویلینگ اسپرینگ لیک (به انگلیسی: Boiling Spring Lakes) شهری در ایالت کارولینای شمالی کشور ایالات متحده آمریکا است که جمعیت آن در سرشماری سال ۲۰۱۰ میلادی، ۵٬۳۷۲ نفر بوده‌است.